# Memòria episòdica
La memòria episòdica és la memòria dels esdeveniments quotidians (com ara el temps, la geografia de la ubicació, emocions associades i altra informació contextual) que es poden enunciar o conjurar explícitament. És el recull d'experiències personals passades que es van produir en moments i llocs concrets; per exemple, la festa del 7è aniversari. Juntament amb la memòria semàntica, comprèn la categoria de memòria explícita, una de les dues grans divisions de la memòria a llarg termini (l'altra és la memòria implícita).
El terme "memòria episòdica" va ser encunyat per Endel Tulving el 1972, fent referència a la distinció entre saber i recordar: conèixer és un record factual (semàntic) mentre que recordar és un sentiment que es troba en el passat (episòdic).
Un dels components principals de la memòria episòdica és el procés de recordar, que provoca la recuperació d'informació contextual relacionada amb un esdeveniment o experiència específic que s'hagi produït. Tulving va definir seminalment tres propietats clau de la memòria episòdica com:
- Un sentit subjectiu del temps (o viatge mental en el temps)
- Connexió amb un mateix
- Consciència autonoètica, un tipus especial de consciència que acompanya l'acte de recordar, que permet a l'individu ser conscient de si mateix en un temps subjectiu.

A part de Tulving, altres van anomenar aspectes addicionals del record, com ara la imatgeria visual, l'estructura narrativa, la recuperació d'informació semàntica i els sentiments de familiaritat.
Els esdeveniments que s'enregistren a la memòria episòdica poden desencadenar un aprenentatge episòdic, és a dir, un canvi de comportament que es produeix com a conseqüència d'un esdeveniment, com ara la por als gossos després de ser mossegat per un gos.

## Nou propietats
Hi ha bàsicament nou propietats de la memòria episòdica que la distingeixen col·lectivament dels altres tipus de memòria. Altres tipus de memòria poden presentar algunes d'aquestes propietats, però només la memòria episòdica té totes nou:
1. Contenen registres resums del processament sensorial-perceptual-conceptual-afectiu.
2. Mantenen els patrons d'activació/inhibició durant llargs períodes.
3. Sovint es representen en forma d'imatges (visuals).
4. Sempre tenen una perspectiva (camp o observador).
5. Representen porcions curtes d'experiència.
6. Es representen en una dimensió temporal aproximadament per ordre d'aparició.
7. Estan subjectes a un ràpid oblit.
8. Especifiquen el record autobiogràfic.
9. S'experimenten de manera rememorativa quan s'hi accedeix.

## Neurociència cognitiva
La formació de nous records episòdics requereix del lòbul temporal medial, una estructura que inclou l'hipocamp. Sense el lòbul temporal medial, un és capaç de formar nous records procedimentals (com tocar el piano), però no recorda els esdeveniments durant els quals va succeir.
L'escorça prefrontal (i en particular l'hemisferi dret) també està implicada en la formació de nous records episòdics (també conegut com a codificació episòdica). Els pacients amb danys a l'escorça prefrontal poden aprendre nova informació, però solen fer-ho de manera desordenada. Per exemple, poden mostrar un reconeixement normal d'un objecte que havien vist en el passat, però no recorden quan ni on l'havien vist. Alguns investigadors creuen que l'escorça prefrontal ajuda a organitzar la informació per a un emmagatzematge més eficient, aprofitant el seu paper en la funció executiva. Altres creuen que l'escorça prefrontal és la base d'estratègies semàntiques que milloren la codificació, com ara pensar en el significat del material d'estudi o assajar-lo a la memòria de treball.
Altres treballs han demostrat que porcions del lòbul parietal inferior tenen un paper en la memòria episòdica, actuant potencialment com un acumulador per donar suport a la sensació subjectiva que alguna cosa és "vella", o potser donant suport a les imatges mentals que permeten una sensació de la vivesa dels records. De fet, el dany bilateral al lòbul parietal inferior dona lloc a una memòria episòdica que està en gran part intacta, però no té detalls i els pacients amb lesions informen de nivells baixos de confiança en els seus records.
Els investigadors no estan d'acord sobre quant de temps s'emmagatzemen els records episòdics a l'hipocamp. Alguns investigadors creuen que els records episòdics sempre es basen en l'hipocamp, mentre que altres creuen que l'hipocamp només emmagatzema records episòdics durant un temps curt, després del qual els records es consoliden al neocòrtex. Aquesta darrera visió es veu reforçada per l'evidència recent que la neurogènesi a l'hipocamp adult pot facilitar l'eliminació de records antics i augmentar l'eficiència de formar nous records.

## Relació amb la memòria semàntica
Endel Tulving va descriure originalment la memòria episòdica com un registre de l'experiència d'una persona que conté informació datada temporalment i relacions espaciotemporals. Una característica de la memòria episòdica que Tulving elabora més tard és que permet a un agent imaginar-se al passat. Una situació actual pot indicar la recuperació d'un episodi anterior, de manera que el context que acoloreix l'episodi anterior es viu en el moment immediat. L'agent disposa d'un mitjà per associar sentiments previs amb situacions actuals. La memòria semàntica, en canvi, és un registre estructurat de fets, conceptes i habilitats que hem adquirit, derivada de la memòria episòdica acumulada. La memòria episòdica es pot considerar com un "mapa" que uneix elements de la memòria semàntica entre ells. Per exemple, totes les trobades amb l'aspecte i els sons d'un "gos" constituiran la representació semàntica d'aquesta paraula. Tots els records episòdics relacionats amb un gos faran referència a aquesta única representació semàntica de "gos" i, de la mateixa manera, totes les noves experiències amb el gos modificaran la representació semàntica única d'aquest gos.
En conjunt, la memòria semàntica i la memòria episòdica conformen la nostra memòria declarativa. Cadascun representa diferents parts del context per formar una imatge completa. Com a tal, quelcom que afecta la memòria episòdica també pot afectar la memòria semàntica. Per exemple, l'amnèsia anterògrada, per dany del lòbul temporal medial, és un deteriorament de la memòria declarativa que afecta les operacions de memòria episòdica i semàntica. Originalment, Tulving va proposar que la memòria episòdica i la semàntica eren sistemes separats que competien entre si en la recuperació. Tanmateix, aquesta teoria va ser rebutjada quan Howard i Kahana van completar experiments d'anàlisi semàntica latent (LSA) que van donar suport al contrari. En lloc d'un augment de la similitud semàntica quan hi va haver una disminució de la força de les associacions temporals, les dues treballaven junts, de manera que els senyals semàntics en la recuperació eren més forts quan els indicis episòdics també eren forts.

## Diferències d'edat
La memòria episòdica sorgeix aproximadament als 3 o 4 anys d'edat. L'activació d'àrees cerebrals específiques (sobretot l'hipocamp) sembla ser diferent entre les persones més joves (d'entre 23 i 39 anys) i les persones grans (d'entre 67 i 80 anys) després de la recuperació de la memòria episòdica. Les persones grans solen activar tant l'hipocamp esquerre com el dret, mentre que les més joves només activen l'esquerra.

## Millora farmacològica
En adults sans, la memòria episòdica visual a llarg termini es pot millorar específicament mitjançant l'administració de l'inhibidor de l'acetilcolina esterasa Donepezil, mentre que la memòria episòdica verbal es pot millorar en persones amb el genotip val/val del polimorfisme val158met mitjançant l'administració de Tolcapone, un inhibidor reversible de l'enzima catecolamina-O-metiltransferasa. A més, la memòria episòdica es millora mitjançant AZD3480, un agonista selectiu del receptor nicotínic neuronal alfa4beta2, desenvolupat per l'empresa Targacept. Actualment, hi ha diversos altres productes desenvolupats per diverses empreses, inclosos nous inhibidors de catecolamina-O-metiltransferasa amb menys efectes secundaris, que tenen com a objectiu millorar la memòria episòdica. Un estudi recent controlat amb placebo va trobar que la DHEA, que és un antagonista funcional del cortisol, millora la memòria episòdica en homes joves sans (Alhaj et al. 2006).
Una metaanàlisi del 2015 d'evidències d'alta qualitat va trobar que les dosis terapèutiques d'amfetamina i metilfenidat milloren el rendiment de la memòria de treball, la memòria episòdica i les proves de control inhibitori en adults sans normals.

## Danys
- A partir d'una revisió d'estudis de comportament, es suggereix que hi pot haver danys selectius al sistema de memòria episòdica límbico-prefrontal en algunes persones autistes.[25] Un altre estudi va mostrar evidències de dèficits autistes en la memòria episòdica o autoconscient dels esdeveniments viscuts personalment.[26]
- L'etiqueta "amnèsia" es dona amb més freqüència als pacients amb dèficits de memòria episòdica.
- La malaltia d'Alzheimer tendeix a danyar l'escorça entorrinal i l'hipocamp abans que altres àrees cerebrals i això condueix a una pèrdua de memòria episòdica.[27]
- Un tipus rar d'enverinament per marisc anomenat intoxicació amnèsica per marisc o "ASP" danya de manera bastant eficaç i irreversible l'hipocamp, fent-lo amnèsic.
- La síndrome de Korsakoff és causada per la deficiència de tiamina (vitamina B1), una forma de desnutrició que es pot precipitar per un consum excessiu d'alcohol en comparació amb els aliments.
- S'ha trobat que un nivell agut de cortisol (per injecció) inhibeix significativament el record de records autobiogràfics[28] que pot contribuir als dèficits de memòria que es troben en la depressió.[29]
- L'ús de MDMA ("èxtasi") s'ha associat amb dèficits persistents en la memòria episòdica.[30][31]

## En animals
Tulving (1983) va proposar que per complir amb els criteris de la memòria episòdica, s'havien de proporcionar proves de record conscient. Demostrar la memòria episòdica en absència de llenguatge i, per tant, en animals no humans, és impossible perquè no hi ha indicadors de comportament no lingüístics acordats de l'experiència conscient (Griffiths et al., 1999).
Aquesta idea va ser desafiada per primera vegada per Clayton i Dickinson en el seu treball amb gaigs de bardissa de Califòrnia (Aphelocoma californica). Van poder demostrar que aquests ocells poden tenir un sistema de memòria episòdic, ja que van descobrir que recorden on guardaven diferents tipus d'aliments i els recuperaven de manera discriminada en funció de la peribilitat de l'article i del temps transcorregut des de l'emmagatzematge. Així, sembla que els gaigs de bardissa recorden el "què-on-i-quan" d'esdeveniments específics de memòria cau passats. Els autors van argumentar que aquest rendiment compleix els criteris de comportament per a la memòria episòdica, però es van referir a la capacitat com a memòria "episòdica" perquè l'estudi no va abordar els aspectes fenomenològics de la memòria episòdica.
Segons un estudi realitzat per la Universitat d'Edimburg (2006), els colibrís van ser el primer animal no humà que va demostrar dos dels aspectes de la memòria episòdica: la capacitat de recordar on es trobaven determinades flors i la data de la visita. Altres estudis han examinat aquest tipus de memòria en diferents espècies animals, com ara gossos, rates, abelles de mel i primats.
La capacitat dels animals per codificar i recuperar experiències passades es basa en els circuits del lòbul temporal medial, una estructura que inclou l'hipocamp. Els estudis de lesions en animals no humans han proporcionat troballes significatives relacionades amb la importància d'estructures cerebrals particulars en la memòria episòdica. Per exemple, lesions de l'hipocamp han afectat greument els tres components (què, on i quan) en els animals no humans, cosa que suggereix que l'hipocamp és responsable de detectar nous esdeveniments, estímuls i llocs quan es formen nous records i recupera aquesta informació més endavant.
Malgrat les àrees neuronals similars i l'evidència d'experiments, alguns estudiosos segueixen sent prudents amb les comparacions amb la memòria episòdica humana. La pretesa memòria episòdica sovint sembla fixada en un domini particular o podria explicar-se en termes de memòria procedimental o semàntica. El problema pot ser millor tractable estudiant la contrapartida adaptativa de la memòria episòdica: la capacitat d'imaginar de manera flexible esdeveniments futurs. Tanmateix, un experiment recent va abordar una de les crítiques específiques de Suddendorf i Busby (2003) (la hipòtesi de Bischof-Köhler, que afirma que els animals no humans només poden prendre accions basades en necessitats immediates, en oposició a necessitats futures). Correia i els seus col·legues van demostrar que els gaigs de bardissa de Califòrnia poden emmagatzemar a la memòria cau de manera selectiva diferents tipus d'aliments depenent del tipus d'aliment que desitgin en un moment futur, oferint una forta evidència contra la hipòtesi de Bischof-Köhler demostrant que els gaigs de bardissa poden de manera flexible ajustar el seu comportament en funció de l'experiència passada de desitjar un aliment en particular. Les semblances i diferències entre els humans i altres animals són actualment molt debatudes.

## Memòria autobiogràfica
Una memòria autobiogràfica és una representació personal d'esdeveniments i fets personals generals o específics. També fa referència a la memòria de la història d'una persona. Un individu no recorda exactament tot el que ha passat en la seva vida. La memòria és constructiva, on l'experiència prèvia afecta com recordem els esdeveniments i allò que acabem recordant de la memòria. De la mateixa manera, la memòria autobiogràfica és constructiva i reconstruïda com un procés evolutiu de la història. La memòria autobiogràfica d'una persona és bastant fiable, tot i que la fiabilitat dels records autobiogràfics és qüestionable a causa de les distorsions de la memòria.
Els records autobiogràfics poden diferir per períodes especials de la vida. Per exemple, la gent recorda alguns esdeveniments personals dels primers anys de la seva vida. La pèrdua d'aquests primers esdeveniments s'anomena amnèsia infantil o de la infantesa. A més, la gent tendeix a recordar molts esdeveniments personals de l'adolescència i la primera edat adulta. Això s'anomena cop de reminiscència. A més, la gent recorda molts esdeveniments personals dels seus anys recents. Per a adolescents i adults joves, el cop de reminiscència i els fets recents poden coincidir.
Se sap que els records autobiogràfics inicialment s'emmagatzemen com a records episòdics, però es desconeix si els records autobiogràfics són el mateix que els records episòdics o si els records autobiogràfics es converteixen en records semàntics amb el temps.

## Models de xarxes neuronals
Les memòries episòdiques es poden emmagatzemar en xarxes neuronals autoassociatives (per exemple, una xarxa Hopfield) si la representació emmagatzemada inclou informació sobre el context espaciotemporal en què s'ha estudiat un element. Els records més petits, com ara paraules o referències dites per algú, s'etiqueten com a neurones inactives o actives a l'escorça entorrinal.
Les xarxes neuronals ens ajuden a entendre com el cervell envia i rep diferents missatges al cos, i com aquests estan connectats. Aquestes xarxes són un grup de neurones o estructures que estan connectades entre si. Aquestes estructures treballen harmònicament per produir diferents cognicions dins del cervell. Una de les propostes més extenses d'aquesta ideologia és la de la imatge tensora de difusió. Aquesta tècnica rastreja les diferents vies de les fibres nervioses que creen encara més la comunicació a través de diferents estructures. Aquestes xarxes es poden considerar com a mapes neuronals que es poden expandir o contraure segons la informació que es processa en aquell moment. Els models de xarxes neuronals poden experimentar patrons d'aprenentatge per utilitzar records episòdics per predir determinats moments. Els models de xarxes neuronals ajuden els records episòdics capturant l'estat naturalista en què es troba en aquell moment, com ara el paisatge, les habitacions, el temps, l'olor o fins i tot el sentiment associat.